# 사누키토이드

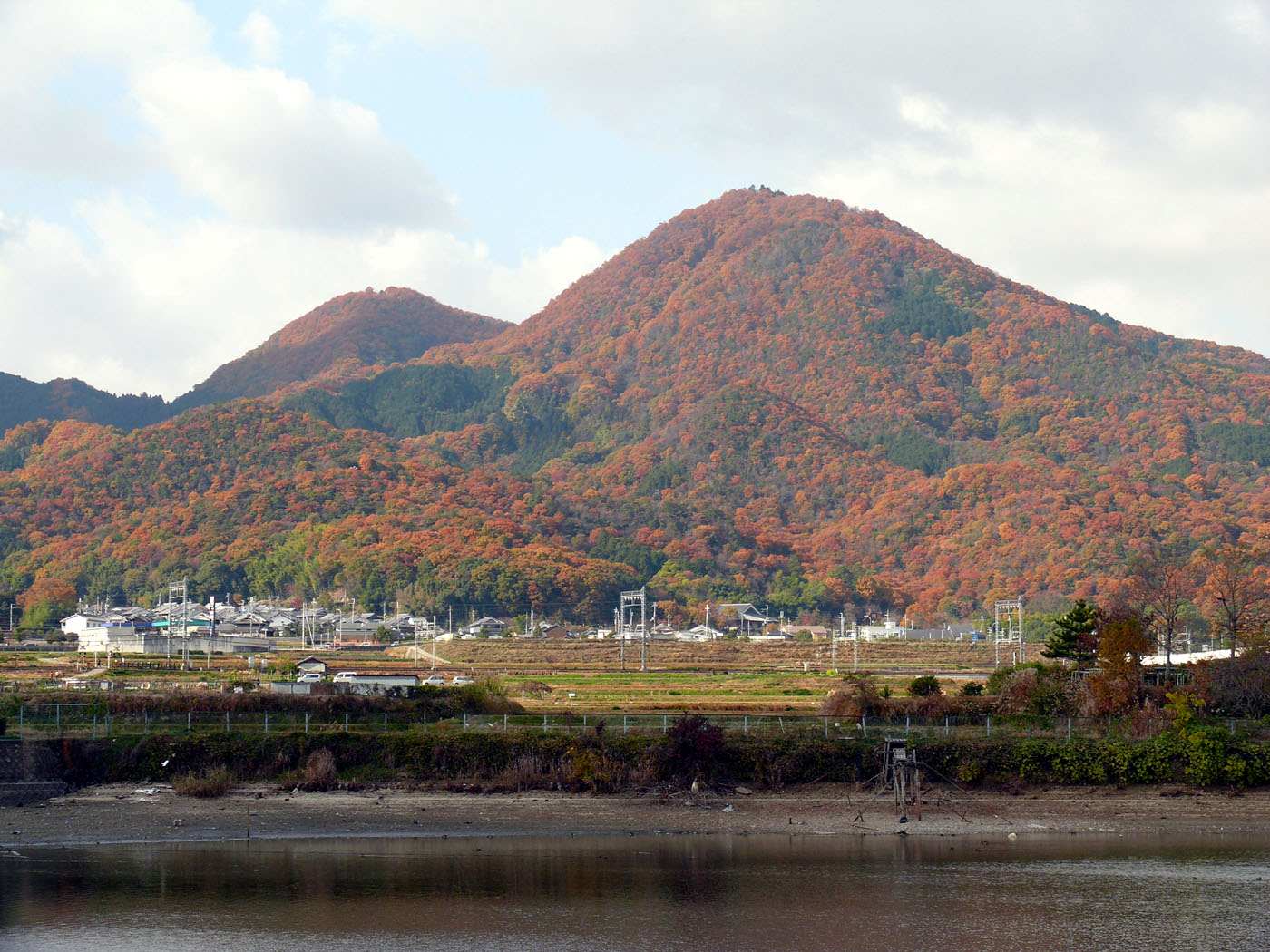
사누카이트는 오사카 변두리의 니조산에서 만들어지는 검고 딱딱한 암석이다

사누키토이드(sanukitoid)는 수렴대 가장자리 환경에서 발견되는 고-마그네슘 화강암질암의 일종이다. "사누키토이드"라는 말은 처음에는 시생대 심성암의 일종을 정의하기 위해 사용되었었다. 그러나 현재는 비슷한 지화학적 특성을 갖는 젊은 암석도 포함된다.
일본의 세토우치(Setouchi) 반도에 나타나는 "사누카이트(sanukite)" 혹은 "세토우차이트(setouchite)"라 불리는 고-마그네슘 안산암과 전체 화학 성분이 유사하면 "사누키토이드"라 부른다.
사누카이트질 암석은 안데신(andesine) 영역의 사장석에 고철질 광물로 단사휘석이 있음이 특징적이며, 유리질 기질을 보인다. 사누카이트의 것과 유사한 과정에 의해 형성된 암석들은 사누키토이드 영역에 그 성분이 포함될 것이다. 이 용어는 Stern 등 (1989)이 정의한 것에 따르면, 55~60 wt.%(중량퍼센트) SiO2, Mg > 0.6 wt.%, Ni >100 ppm, Cr >200 ppm, K2O > 1 wt.%, Rb/Sr <0.1, Ba >500 ppm, Sr >500 ppm, LREE가 부화하며 Eu 이상이 없거나 적은 암석이다.
"사누키토이트 암체(sanukitoid suite)"라는 용어는 분별결정작용을 통하여 사누키토이드가  더욱 진화된 것에도 쓰인다. 사누키토이드는 주성분원소, 미량, 희유원소 성분 함량이 "아닥카이트(adakite)"와 유사하다. 두 암체는 석류석-휘석 (에클로자이트) 혹은 석류석-각섬석 조합으로 변성된 고철질 화성 프로토리쓰의 용융으로 형성된 것이다.
이런 용융이 가장 흔한 환경은 젊은 해양 지각의 섭입이 있는 곳이다. 여기서 해양 지각은 확장 중심에서 가깝기 때문에 뜨겁다. 이 해양 지각이 섭입하면서 변성될 때, 융융점 근처에서 조금 더 온도가 증가한다면 용융이 일어난다. 이 용융은 초기에 용융율이 낮을 때는 용융체 내에 실리카(SiO2) 함량이 높다. 점차 용융이 증가하면 실리카의 함량 비율이 줄어들게 된다. 에클로자이트나 석류석-각섬석 슬램으로부터 유래된 용융체는 Sr 함량이 매우 높고 (반대로 용융되지 않은 잔류체에는 사장석이 많게 된다), HREE와 Y는 결핍되어 있다 (잔류체에는 석류석이 많다). 이렇게 하여 특징적으로 높은 Sr, 낮은 Y, 낮은 LREE/HREE 비를 보인다.
사누키토이드는 상부로 관입해 올라오는 동안에 섭입대의 맨틀 왯지로부터 유래된 용융체와 동화되어 마그네슘(Mg), 니켈(Ni), 크롬(Cr) 함량이 증가하게 되는데, 이점에서는 아닥카이트와 다른 특징을 보인다. 어떤 아닥카이트는 도호의 두꺼운 지각 뿌리가 용융되어 만들어지기도 하는데 이런 것은 맨틀 왯지 성분과 동화되지 않는다. 사누키토이드는 이런 환경에서는 만들어질 수 없다.
사누키토이드와 아닥카이트는 고-마그네슘 안산암의 또 다른 종인 보니나이트(boninite)와 차이를 보인다. 보니나이트는 주성분원소 함량은 이것들과 유사하다. 그렇지만 상대적으로 높은 실리카 함량에도 불구하고 불호정성 희유 원소 (예를 들어, LREE) 함량이 매우 결핍되어 있다.
사누카이트(sanukite)는 일본의 석종(lithophone)인 효쿄의 막대기에 사용되는 물질이다.